# Liste von Kunstwerken im öffentlichen Raum in Dinslaken
Die Liste von Kunstwerken im öffentlichen Raum in Dinslaken gibt einen Überblick über Kunst im öffentlichen Raum, unter anderem Skulpturen, Plastiken, Landmarken und andere Kunstwerke in Dinslaken, Kreis Wesel. Es besteht kein Anspruch auf Vollständigkeit.

## Kunstwerke in Dinslaken
| Bezeichnung | Standort                                                                                            | errichtet | Künstler                                                        | Anmerkungen | Bild |
| --- | --------------------------------------------------------------------------------------------------- | --------- | --------------------------------------------------------------- | --- | ---- |
| Schicksalslandschaften | Skulpturenweg, Rathaus, rechts neben dem ehemaligen Eingang zur Gastronomie Karte                   | 2003      | Robert Kaller                                                   | Keramikrelief |      |
| Streithähne | Skulpturenweg, Mauer am Rathausteich Karte                                                          | 2003      | Kuno Lange, Klaus Jost                                          | Blech aus Cortenstahl |      |
| Freundschaft | Innenhof Burg Dinslaken / Rathaus Karte                                                             |           | Arbeitsgemeinschaft behinderter Menschen aus Agén und Dinslaken | Stein |      |
| Schwebender Würfel | Skulpturenweg, Zugang zum Technischen Rathaus, Hünxer Straße 81, Dinslaken vormals: Stadtpark Karte | 2003      | Günther Zins                                                    | Seile aus Edelstahl, Aluminiumrohr |      |
| Centauer | Skulpturenweg, Museum Voswinkelshof, neben der Bollwerkskate Karte                                  | 2003      | Manfred Hermanns                                                | Stahl |      |
| Ruhrgebietskrokusse | Skulpturenweg, Grünfläche zwischen Pastorat und der St. Vincentius-Kirche, nah beim Altmarkt Karte  | 2003      | Alexander Ray                                                   | Schamotte-Keramik mit Glasur |      |
| Daphne | Skulpturenweg, Vorplatz Museum Voswinckelshof, Elmar-Sierp-Platz 6 Karte                            | 2003      | Kuno Lange                                                      | Bronze |      |
| Ohrenmann | Skulpturenweg, Evangelische Stadtkirche, Ecke Neustraße/Brückstraße Karte                           | 2003      | Klaus Jost                                                      | Stahl |      |
| Baustelle | Skulpturenweg, Parkplatz Stadtwerke Dinslaken, unweit der Hünxer Straße Karte                       | 2003      | Alfred Grimm                                                    | Baugrube, Sand, Abdeckplatten, Arbeitsmaterial aus Eisen |      |
| Sieben Säulen der Weisheit                                                                                                   | Stadtpark Karte                                                                                     | 1965      | Waldemar Kuhn                                                   | Betonskulptur mit einer Breite von rund 7,40 Metern und einer Höhe von etwa 5,50 Metern. „Die sieben Säulen der Weisheit“ von Waldemar Kuhn ist die größte frei geformte Betonskulptur der Welt. |      |
| Mahnmal "Judenwagen" | Stadtpark Karte                                                                                     | 1993      | Alfred Grimm                                                    | Bronze, zum Andenken an die Vertreibung der jüdischen Kinder aus dem einzigen jüdischen Waisenhaus im Rheinland, das an der Neustraße in Dinslaken stand.                                        |      |
| Mahnstein zum Andenken an den ehemaligen Jüdischen Friedhof auf dem Doelen                                                   | Stadtpark am Kreisverkehr Platz d’Agen Karte                                                        | 2021      | Alfred Grimm                                                    | Bronze, Basalt |      |
| Mahnstein zum Andenken an Familie Eichengrün, Motiv zu Putzmacherin Elly Eichengrün, geb. Kann                               | Innenstadt, Duisburger Straße 8 Karte                                                               | 2012      | Alfred Grimm                                                    | Bronze, Basalt |      |
| Mahnstein zum Andenken an Familie Isaacson, Motiv zu Klempner Julius Isaacson                                                | Innenstadt, Eppinghovener Straße 8 Karte                                                            | 2012      | Alfred Grimm                                                    | Bronze, Basalt |      |
| Mahnstein zum Andenken an Familie Bernhard, Motiv zu Kaufmann Siegfried Bernhard                                             | Innenstadt, Neustraße 70 Karte                                                                      | 2013      | Alfred Grimm                                                    | Bronze, Basalt |      |
| Mahnstein zum Andenken an die Familien der Vettern Julius und Josef Jacob; Motiv zu den Viehhändlern Julius und Josef Jacobs | Innenstadt, Brückstraße 1 Karte                                                                     | 2013      | Alfred Grimm                                                    | Bronze, Basalt |      |
| Drei Kreuze | Altmarkt, Nördliche Außenmauer der Sankt Vincentius Kirche Karte                                    | 1501      |                                                                 | Baumberger Sandstein |      |
| Drei Kreuze | Duisburger Straße, Walsumer Tor Karte                                                               |           |                                                                 | Kopie der Kreuzigungsgruppe an der Sankt Vincentius Kirche |      |
| Altmarktbrunnen | Altmarkt Karte                                                                                      |           | Bernhard Kleinhans                                              | |      |
| Denkmal für Jeanette Wolff                                                                                                   | Jeanette-Wolff-Platz Karte                                                                          | 2018      | Steffi Schöne                                                   | Polierte Edelstahlsäule in der sich der Boden spiegelt und das Gesicht von Jeanette Wolff zeigt.                                                                                                 |      |
| roter Hase | Lohberg Lohbergpark Karte                                                                           | 2015      | Thomas Schütte                                                  | Kern aus Styropor, wetterbeständige Beschichtung, „Flipflop“-Lackierung |      |
| Engelsitz | Oberlohberg Herz-Jesu-Kirche Karte                                                                  |           | Andreas H. Groten                                               | |      |
| Stolpersteine | Stadtgebiet                                                                                         |           | Gunter Demnig                                                   | 150 Messingpflastersteine, 96 × 96 mm, Aufschrift: Hier wohnte..., zum Gedenken der Opfer des NS-Regimes                                                                                         |      |